# NGC 6217
NGC 6217 é uma galáxia espiral barrada (SBbc) localizada na direcção da constelação de Ursa Minor. Possui uma declinação de +78° 11' 57" e uma ascensão recta de 16 horas, 32 minutos e 38,7 segundos.
A galáxia NGC 6217 foi descoberta em 12 de Dezembro de 1797 por William Herschel.